# Eric Staal
Eric Craig Staal (* 29. října 1984 Thunder Bay) je bývalý kanadský hokejový útočník, bývalý kapitán celku Carolina Hurricanes.
Je jedním z členů Triple Gold Clubu, jenž sjednocuje hráče, kteří vyhráli všechny tři nejprestižnější hokejové trofeje (Stanley Cup, mistrovství světa i olympijské hry).

## Osobní život
Narodil se v Thunder Bay v kanadské provincii Ontario rodičům Henrymu a Lindě Staalovým. Od malička vyrůstal na farmě se třemi mladšími bratry Marcem, Jordanem a Jaredem. Všichni čtyři bratři se profesionálně věnují hokeji a hrají v nejvyšší severoamerické lize NHL. Pouze nejmladší Jared již ukončil aktivní sportovní kariéru a od roku 2022 působí jako asistent trenéra v klubu Charlotte Checkers.
V roce 2007 se Eric oženil s dlouholetou přítelkyní Tanyou Van den Broeke. Mají spolu tři syny.

## Úspěchy

### Mezinárodní úspěchy
- 2007 – Vítěz MS (Kanadská hokejová reprezentace)
- 2010 – Vítěz OH (Kanadská hokejová reprezentace)

### Klubové úspěchy
- 2006 – Vítěz Stanley Cupu (Carolina Hurricanes)

### Individuální ocenění
- 4× účastník NHL All-Star Game (2007, 2008, 2009, 2011)

#### Rekordy
- Nejvíce hattricků v sezoně 2008/09 – 4

## Prvenství
- Debut v NHL – 9. října 2003 (Florida Panthers proti Carolina Hurricanes)
- První gól v NHL – 23. října 2003 (Boston Bruins proti Carolina Hurricanes, kanadskému brankáři Andrew Raycroft)
- První asistence v NHL – 23. října 2003 (Boston Bruins proti Carolina Hurricanes)
- První hattrick v NHL – 28. října 2005 (Carolina Hurricanes proti Philadelphia Flyers)

## Klubové statistiky
| Sezóna      | Klub                 | Soutěž      |      | Základní část | Základní část | Základní část | Základní část | Základní část |    | Play off | Play off | Play off | Play off | Play off |
| Sezóna      | Klub                 | Soutěž      | Z    | G             | A             | B             | TM            | Z             | G  | A        | B        | TM       |          |          |
| 2000–01     | Peterborough Petes   | OHL         | 63   | 19            | 30            | 49            | 23            | 7             | 2  | 5        | 7        | 4        |          |          |
| 2001–02     | Peterborough Petes   | OHL         | 56   | 23            | 39            | 62            | 40            | 6             | 3  | 6        | 9        | 10       |          |          |
| 2002–03     | Peterborough Petes   | OHL         | 66   | 39            | 59            | 98            | 36            | 7             | 5  | 9        | 14       | 6        |          |          |
| 2003–04     | Carolina Hurricanes  | NHL         | 81   | 11            | 20            | 31            | 40            | —             | —  | —        | —        | —        |          |          |
| 2004–05     | Lowell Lock Monsters | AHL         | 77   | 26            | 51            | 77            | 88            | 11            | 2  | 8        | 10       | 12       |          |          |
| 2005–06     | Carolina Hurricanes  | NHL         | 82   | 45            | 55            | 100           | 81            | 25            | 9  | 19       | 28       | 8        |          |          |
| 2006–07     | Carolina Hurricanes  | NHL         | 82   | 30            | 40            | 70            | 68            | —             | —  | —        | —        | —        |          |          |
| 2007–08     | Carolina Hurricanes  | NHL         | 82   | 38            | 44            | 82            | 50            | —             | —  | —        | —        | —        |          |          |
| 2008–09     | Carolina Hurricanes  | NHL         | 82   | 40            | 35            | 75            | 50            | 18            | 10 | 5        | 15       | 4        |          |          |
| 2009–10     | Carolina Hurricanes  | NHL         | 70   | 29            | 41            | 70            | 68            | —             | —  | —        | —        | —        |          |          |
| 2010–11     | Carolina Hurricanes  | NHL         | 81   | 33            | 43            | 76            | 72            | —             | —  | —        | —        | —        |          |          |
| 2011–12     | Carolina Hurricanes  | NHL         | 82   | 24            | 46            | 70            | 48            | —             | —  | —        | —        | —        |          |          |
| 2012–13     | Carolina Hurricanes  | NHL         | 48   | 18            | 35            | 53            | 54            | —             | —  | —        | —        | —        |          |          |
| 2013–14     | Carolina Hurricanes  | NHL         | 79   | 21            | 40            | 61            | 74            | —             | —  | —        | —        | —        |          |          |
| 2014–15     | Carolina Hurricanes  | NHL         | 77   | 23            | 31            | 54            | 41            | —             | —  | —        | —        | —        |          |          |
| 2015–16     | Carolina Hurricanes  | NHL         | 63   | 10            | 23            | 33            | 32            | —             | —  | —        | —        | —        |          |          |
| 2015–16     | New York Rangers     | NHL         | 20   | 3             | 3             | 6             | 2             | 5             | 0  | 0        | 0        | 4        |          |          |
| 2016–17     | Minnesota Wild       | NHL         | 82   | 28            | 37            | 65            | 34            | 5             | 0  | 1        | 1        | 0        |          |          |
| 2017–18     | Minnesota Wild       | NHL         | 82   | 42            | 34            | 76            | 42            | 5             | 1  | 1        | 2        | 2        |          |          |
| 2018–19     | Minnesota Wild       | NHL         | 81   | 22            | 30            | 52            | 34            | —             | —  | —        | —        | —        |          |          |
| 2019–20     | Minnesota Wild       | NHL         | 66   | 19            | 28            | 47            | 28            | 4             | 1  | 4        | 5        | 2        |          |          |
| 2020–21     | Buffalo Sabres       | NHL         | 32   | 3             | 7             | 10            | 8             | —             | —  | —        | —        | —        |          |          |
| 2020–21     | Montreal Canadiens   | NHL         | 21   | 2             | 1             | 3             | 2             | 21            | 2  | 6        | 8        | 6        |          |          |
| 2021–22     | Iowa Wild            | AHL         | 4    | 2             | 3             | 5             | 0             | —             | —  | —        | —        | —        |          |          |
| 2022–23     | Florida Panthers     | NHL         | 72   | 14            | 15            | 29            | 26            | 21            | 2  | 3        | 5        | 12       |          |          |
| NHL celkově | NHL celkově          | NHL celkově | 1365 | 455           | 608           | 1,063         | 854           | 104           | 25 | 39       | 64       | 38       |          |          |

## Reprezentace
| Rok                            | Tým                            | Soutěž                         | Z  | G  | A  | B  | TM |
| ------------------------------ | ------------------------------ | ------------------------------ | -- | -- | -- | -- | -- |
| 2001                           | Kanada 18                      | MIH                            | 5  | 0  | 0  | 0  | 7  |
| 2002                           | Kanada 18                      | MS18                           | 8  | 2  | 5  | 7  | 4  |
| 2007                           | Kanada                         | MS                             | 9  | 5  | 5  | 10 | 6  |
| 2008                           | Kanada                         | MS                             | 8  | 4  | 3  | 7  | 6  |
| 2010                           | Kanada                         | ZOH                            | 7  | 1  | 5  | 6  | 6  |
| 2013                           | Kanada                         | MS                             | 8  | 0  | 3  | 3  | 4  |
| 2022                           | Kanada                         | ZOH                            | 5  | 1  | 3  | 4  | 4  |
| Juniorská reprezentace celkově | Juniorská reprezentace celkově | Juniorská reprezentace celkově | 13 | 2  | 5  | 7  | 11 |
| Seniorská reprezentace celkově | Seniorská reprezentace celkově | Seniorská reprezentace celkově | 37 | 11 | 19 | 30 | 26 |